# إريكا أراكي
إريكا أراكي (باليابانية: 荒木 絵里香) (من مواليد 3 أغسطس 1984) هي لاعبة يابانية للكرة الطائرة. وقد كانت قائدة المنتخب الوطني في الفترة من 2009 إلى 2012.
بدأت أراكي مسيرتها الاحترافية في الكرة الطائرة مع فريق توراي أروز في الفترة من 2003 إلى 2008. في يوليو 2008 انضمت إلى فوبابيدريتي برغامو. عادت أراكي إلى توراي أروز في الموسم التالي. من 2010 إلى 2013 شغلت أراكي منصب قائد الفريق. في 18 يونيو 2013 أعلن الفريق عن زواجها. في 10 أكتوبر 2013 أعلنت توراي عن حملها. في العام التالي التحقت أراكي بأغيو ميديكس.